# Quicksilver Highway
Quicksilver Highway es una película de terror dirigida por Mick Garris lanzada en 1997. Su trama es basada en la pequeña historia de Clive Barker “The Body Politic” y en la pequeña historia de Stephen King “Chattery Teeth”. Originalmente la película fue presentada en televisión y luego pasada a la pantalla grande.

## Argumento
La historia se centra en Aaron Quicksilver  () , un comediante viajero que se dedica a contar historias de terror a la gente que se encuentra por el camino. Primero aborda a una pareja que está en la carretera haciendo parada a los carros y les comienza a contar la historia sobre “Chattery teeth”  acerca de un hombre que había sido salvado por unos dientes de juguete mientras paraba los carros.   Luego de esto Aaron, le  cuenta a un ladrón la historia de “The Body Pacific”, un hombre al cual sus manos se le rebelan.

## Reparto
- Christopher Lloyd es Aaron Quicksilver.
- Matt Frewer es Charlie /dottor Charles George.
- Raphael Sbarge es Kerry Parker / Bill Hogan.
- Melissa Lahlitah Crider es Olivia Harmon Parker /Lita Hogan.
- Silas Weir Mitchell es Bryan Adams.
- Bill Nunn es Len.
- Veronica Cartwright es Myra.
- Bill Bolender es Scooter.
- Amelia Heinle es Darlene.
- Cynthia Garris es Ellen George.
- Kevin Grevioux es el sargento.
- Christopher Hart es Lefty.
- William Knight es el hombre de la rinoplastia.
- Shawn Nelson es el conductor.
- Sherry O´Keefe es Harriet DaVinci.
- Clive Barker es el anestesiólogo.
- Constance Zimmer es la paciente.
- Mick Garris es el cirujano.
- John Landis es el asistente del cirujano.